# Gerrie van Maasdijk
Mr. dr. Iohann Gerhard (Gerrie) van Maasdijk (Breda, 15 december 1906 – Sankt Wolfgang, 1997) was voor de Tweede Wereldoorlog journalist voor De Telegraaf, en van 1949 tot 1956 algemeen secretaris van de hofhouding en later kamerheer in buitengewone dienst van koningin Juliana.
Van Maasdijk trouwde in 1942 met Pauline Henriette Leopoldine barones van Tuyll van Serooskerken (1914-1974), een van de beste vriendinnen van koningin Juliana. Zijn dagboeken vormen de basis van het boek ZKH, Hoog spel aan het hof van Zijne Koninklijke Hoogheid van Harry Veenendaal en Jort Kelder. 
Eind februari 1950 lichtte Van Maasdijk zijn goede vriend Cees Fock in over een op handen zijnde staatsgreep tegen Soekarno waarbij stafleden van de prins en de prins-gemaal zelf mogelijk bij betrokken waren. Cees Fock was op dat moment secretaris-generaal van het ministerie van Algemene Zaken. Van Maasdijk werd door prins Bernhard ontslagen als algemeen secretaris, maar koningin Juliana nam hem in dienst als kamerheer in buitengewone dienst. In 1956 was het Van Maasdijk die op verzoek van koningin Juliana achterhaalde dat prins Bernhard de bron was achter het Hofmans-artikel in het Duitse weekblad Der Spiegel. Mede hierdoor werd zijn positie aan het hof onhoudbaar. Hij nam in 1956 ontslag. Hij was president-commissaris en grootaandeelhouder van De Telegraaf.
Cees Fasseur schreef in zijn boek Juliana &  Bernhard, het verhaal van een huwelijk dat Van Maasdijk het verhaal van de betrokkenheid van prins Bernhard bij de coup van Westerling had verzonnen uit rancune vanwege zijn ontslag.
Van Maasdijk was een broer van de Haagse NSB-burgemeester Henri van Maasdijk (1904-1985).